# Johann Georg Geißelbrecht
Johann Georg Geißelbrecht, auch Geisselbrecht (* 1762 in Hanau; † 15. Januar 1826 in Weinheim), war ein deutscher Puppenspieler, Puppentheaterbetreiber und Mechanikus. Er gilt als einer der bedeutendsten Vertreter seines Fachs für die Zeit des späten 18. und frühen 19. Jahrhunderts.
Geißelbrecht war der Sohn des Schuhmachermeisters Johann Peter Geißelbrecht und dessen Ehefrau Anna Catharina (geb. Schneider). Es ist davon auszugehen, dass Geißelbrecht ebenfalls ursprünglich das Schuhmacherhandwerk erlernte. Dabei dürfte er erste Kenntnisse mit dem Umgang von Werkstoffen wie Leder, Holz und Stoff erhalten haben, die auch für die Herstellung von Marionetten und anderen Spielpuppen gebräuchlich waren. Diese Fertigungskenntnisse muss er dann nach und nach autodidaktisch erweitert haben. Ob er das eigentliche Vorspielen mit Marionetten und anderen mechanischen Puppen ebenfalls allein autodidaktisch erworben hat oder von anderen Puppenspielern nennenswert in das Fach eingeweiht wurde, ist nicht genau bekannt. Ebenso konnte bisher nicht exakt geklärt werden, ab wann Geißelbrecht dem Marionetten- und Bühnenspiel hauptberuflich nachging, als wahrscheinlich gelten allerdings die Jahre um 1790.
Geißelbrechts Puppentheater agierte in der zeitüblichen Art der Wanderbühnen. Den Kern seiner Truppe bildete seine Familie. Es wurden jedoch regelmäßig auch zusätzliche Spieler und Gehilfen beschäftigt, die mit der stetigen Zunahme des Erfolgs und der Vergrößerung des Repertoires zunehmend unverzichtbarer wurden. Das stetig erweiterte Repertoire bis hin zu Personenstücken, vor allem aber der große Zuspruch, den Geißelbrechts Aufführungen durch das Publikum erfuhren, ermöglichten seiner Bühne auch für mehrere Wochen an einem Ort zu verweilen. Mit der Zeit konnte der Mechanikus seinen Wirkungskreis beinahe auf den gesamten deutschen Sprachraum ausdehnen. Der regionale Schwerpunkt der Vorführungen lag in Süddeutschland, im Rheinland, in Mecklenburg, Preußen und auf dem Gebiet des heutigen Schleswig-Holstein. Die überregionale Nachfrage nach der Spielkunst des Ensembles, allen voran nach der von Geißelbrecht selbst, führte die Truppe aber unter anderem auch nach Dänemark, Polen und sogar nach Russland.
Von der Tätigkeit Geißelbrechts sind etliche Aufzeichnungen, Spielpläne und Theaterzettel erhalten. So können heute dem Repertoire seiner Bühne noch 75 Marionettenspiele, 16 Personenstücke, 15 Schattenspiele und 5 sogenannte Feuerwerke, bei denen transparenten Bildern mit wechselnder Beleuchtung Leben eingehaucht wurde, zugeordnet werden. Geißelbrecht orientierte sich häufig an bereits bekannten literarischen oder mythologischen Stoffen, die er für die Erfordernisse einer Bühnenaufführung zurechttüftelte. Damals wie heute am bekanntesten und beim zeitgenössischen Publikum wohl am beliebtesten war sein Marionettenstück Doctor Faust. Dafür hatte er wahrscheinlich das populäre Faust-Volksbuch und wohl auch schon länger bestehende Puppenspiel-Versionen des Faust-Stoffes als hauptsächliche Vorlagen benutzt. Da seine Aufzeichnungen darüber erhalten sind, wird das Geißelbrechtsche Puppenspiel vom Doktor Faust heute wieder gelegentlich inszeniert. Außerdem diente es oftmals als eine Orientierung für spätere Fassungen des Faust-Puppenspiels; etwa für die von Karl Simrock oder auch für solche, mit denen es nach seinem zwischenzeitlichen Verschwinden aus den Puppentheatern im 20. Jahrhundert wieder neu belebt werden sollte.
Dass unter Geißelbrechts Zuschauern sowie unter seinen nicht mehr zeitgenössischen Bewunderern auch einige literarisch Beflissene waren, die sich durch seine Stücke und seine Spielkunst inspirieren ließen, gilt als sicher. Eine solche Eingebungskraft ist beispielsweise für die Entstehung von Theodor Storms Novelle Pole Poppenspäler nachgewiesen.